# Megalomys luciae
Megalomys luciae är en utdöd däggdjursart som först beskrevs av Forsyth Major 1901.  Megalomys luciae ingår i släktet jätterisråttor och familjen hamsterartade gnagare. IUCN kategoriserar arten globalt som utdöd. Inga underarter finns listade.
Arten förekom i Västindien på Saint Lucia. Den utrotades troligen av introducerade manguster.